# 膣外射精
膣外射精（ちつがいしゃせい）とは、性行為において男性が女性器の膣以外の場所で射精する行為。

## 概要
男性が女性と性交中に精液を膣内に出さないようにするため、射精直前に陰茎を膣から引き抜き、膣以外の場所で射精する行為のことを言う。膣内射精について「中出し」という俗語があるのに対して、膣外射精は「外出し」と呼ばれる。

## 避妊法として
膣外射精は、簡便な避妊法の一つとして古くから行われており、『旧約聖書』の「創世記」にもこの行為が記述されているが（オナニーとオナンを参照）、下記のように避妊法としては十分ではない。
性交時、射精する前に膣より陰茎を引き抜き膣外へ射精することで、ある程度妊娠を避けることができるが、実際には膣外射精する前の挿入時にも精子が出てしまう場合がある。
これは、精液でなくても陰茎から出るカウパー腺液の中にも精子が存在するため、そして男性側が射精が開始していないと自覚していても、実際には射精が始まってしまう（射精直前だと感じていても、精液の放出が始まっている）場合が多いからである。また、射精のタイミングがずれ膣内に射精してしまうこともある。
エモリー大学の調査によれば、膣外射精のパールインデックス（PI）は4-19で、もっとも普及しているコンドームのPI3-14に比べ若干劣る。そのため避妊法としては不十分だと主張する人も多い。
このため膣外射精法は、妊娠を必ず避けたいカップルには推奨される避妊法ではないが、妊娠したとしても容認できる、そして性病感染の可能性が気にならない夫婦においてはコンドームより簡便な避妊法として行われる。

## ポルノグラフィでの演出手法
成人男性向けのアダルトビデオやポルノ映画、成年コミック、アダルトゲームなどのポルノグラフィ作品においては、精液まで隠す必要がないことから、性交が実際に行われたことを証明するため、視聴者やプレイヤーの興奮を高める目的で、エロティシズムの演出手法として、男性が膣外射精により性交相手の女性の身体各部位へ精液を浴びせかける描写が頻繁に行われる。アダルトゲームにおいては、プレイヤーが性交のフィニッシュ場面で膣内射精と膣外射精のいずれかを選択できる場合がある。
膣外射精は射精する部位により、顔射、口内射精、肛内射精、胸射、腹射、服射などと呼び分けられる。
一方、上記の成人男性向けの状況とは対照的に、成人女性向けのレディースコミックやハイティーン向け少女漫画では、コンドームを使った女性の体に配慮した性行為が描かれる傾向がある。

### デコ射
デコ射（でこしゃ）は、男性が女性の額（おでこ）に射精することで、主に西洋人が登場するビデオ（洋物）によく見られる。日本では主に複数の男性が対象の女性のおでこに集団で射精する、いわゆる「ぶっかけ」として行われることが多い。特に西洋では古くから額は英知を象徴するとされており、男性が女性のおでこに射精することで征服感を感じているとされる。方法は顔射とほぼ同じだが、デコ射はその名の通り女性のおでこに目掛けて射精する。その時女性はおでこを出していることが多いが、ごく稀に前髪の上から発射するものもある。この場合、髪射と呼ばれることが多い。また、射精前はフェラチオで性的興奮を高めるのが一般的だが、中には女性のおでこに陰茎を直接擦り付けて性的興奮を高める場合もある（デコズリ）。
　　→詳細は「デコ射」を参照

### 尻射・肛内射精
尻射（しりしゃ）やケツ射、ゲイ用語では中出しや種付けなどというスラング（隠語）がある。
後背位、または後背立位や背面騎乗位で性交し、射精直前に男性が陰茎を膣や肛門から引き抜き、そのまま相手の尻に向けて射精する行為である。アダルトビデオなど性風俗メディアにおいては、いわゆる尻フェティシストや後背位愛好者に好まれる射精行為である。男性同士で性行為を行う場合には、比較的ポピュラーな方法として知られている。また、同時にHIVなどの性病に罹患しやすいということも認知されている。男性にとっては性交時の体勢をほとんど変えることなく射精できるため、楽な行為であるとされる。

### 胸射
胸射（きょうしゃ）は、男性が女性の胸に射精することで、顔射から派生して生まれたスラングである。射精直前に陰茎を膣から引き抜き、そのまま相手の胸の谷間から顔に向けて射精する行為を指す。顔射の胸バージョンである。アダルトビデオでは、顔射のように性行為のフィニッシュとして行われる場合もあり、必ずしも胸による刺激（パイズリ）は不可欠ではない。アダルトビデオや成人向け雑誌での射精場面でよく見られる。乳房に対して精液をかけることから胸フェティシズムとの関連が考えられるが、胸フェティシズムのプレイではないとされる。例えばおっぱい好きな男性向けの成年コミックでは、滅多に見かけられない。胸射は膣挿入からの連続プレイであり、胸に精液をかけることが本義とされる。　
なお、パイズリされながら、巨乳に挟まれたまま射精する場合は、挟射と言うが、胸射と挟射は別物である。挟射はパイズリからの連続行為であり、胸に精液をかけることよりも、胸に挟まれながら射精することが主題となっている。胸射は胸フェティシズムのプレイではないが、挟射は胸フェティシズムのプレイに分類される。

### 腹射
腹射（ふくしゃ）は、男性が相手の下腹部に射精すること。ハラ射ともいう。いずれも通用する範囲は狭いスラング。主に正常位で性交し、射精直前に男性が陰茎を膣や肛門から引き抜き、そのまま相手の腹に向けて射精する行為である。男性にとっては性交時の体勢をほとんど変えることなく射精できるため、楽な行為とされる。相手が妊婦の場合は大きくなったお腹に精子をかけて楽しむ行為が妊婦フェチによって行われている。

### 服射
服射（ふくしゃ）は言葉のとおり、男性が相手が着用中の衣服、もしくは衣服単体に射精することである。方法は性交、自慰の後対象の衣服に射精する。
相手が着用している衣服に射精するということは、すなわち衣服を汚す行為なので、当然ながら相手の同意が必要とされる。また、衣服単体に射精する場合においても、所有権が自分自身にある場合を除いて相手の同意が必要である。なお、射精後はほとんどの場合、速やかに洗濯しなければシミや臭いが半永久的に残る事となる。
主に女性用の衣服が対象となるが、一般的な衣服（私服）からランジェリー（下着類）、女子高生や女子中生の制服（セーラー服やブルマ、スクール水着など）、看護婦、スチュワーデス、OLの制服、アニメのコスプレ衣装など対象は多岐にわたる。制服フェティシズムなども含めこのような性的趣向を持つ者も多く、AVやアダルトサイト、イメクラなどの風俗店でも、これに特化したものがある。